# Calcolítico en Mesopotamia

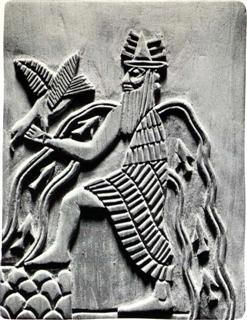
El dios Enki, surgido en el periodo cultural de Eridú.

El calcolítico en Mesopotamia es el periodo en el que se produce el paso de la prehistoria a la historia. No es apropiado utilizar la expresión protohistoria de Mesopotamia, dado que es precisamente en este espacio donde se producen los primeros documentos escritos; es decir, no había ningún otro pueblo histórico que pudiera producir textos que sirvan a los historiadores como fuentes indirectas para el estudio de esta sociedad en esta época (que es lo que identifica a la protohistoria para las demás zonas del mundo). Sin embargo, existe algún uso de esa expresión, que ha de entenderse simplemente como "primera historia" o "comienzo de la historia", expresiones mucho más utilizadas en la bibliografía (por ejemplo, en la clásica obra de divulgación de Samuel Noah Kramer La historia empieza en Sumer).
El calcolítico o Edad del Cobre es un periodo de la evolución cultural que corresponde al inicio de la Edad de los Metales, y sucede al neolítico. 
Mesopotamia es la zona sur-oriental del creciente fértil: el espacio entre los ríos Tigris y Éufrates. La abundante disponibilidad de agua, frente a la aridez de los espacios circundantes, permitió la instalación de pobladores, que se vieron estimulados al abandono del nomadismo por sus favorables características para el asentamiento, especialmente a partir de la aplicación de tecnologías de regadío (una de las principales innovaciones del periodo). El Éufrates, igualmente o más caudaloso que el Tigris, permitía la navegación (otra de las grandes innovaciones), especialmente en la zona sur de Mesopotamia, denominada Sumer. 
A partir del 6000 a. C. se produce la transición al periodo calcolítico, que comienza en el norte. Se empiezan a fabricar los primeros utensilios de cobre relegando a la industria lítica. Aparece una nueva alfarería más sofisticada (cerámica a torno, con utilización de la rueda, otra innovación fundamental). Aparecen cultivos (trigo, cebada, legumbres...) que suponen una extensión de la agricultura, además se empiezan a criar animales domésticos: corderos, cabras, bóvidos y cerdos.
La cultura más representativa es la del Tell Halaf que se extiende ampliamente por el norte de Siria hasta el Mediterráneo y hacia el sur por las cuencas del Tigris y del Éufrates. Esta cultura tenía hornos muy desarrollados, comerciaban con poblados de Anatolia y del golfo Pérsico, tenían un gran avance de la industria metalúrgica empezando por el plomo y un primer desarrollo del urbanismo. 
La carencia de madera, piedra y metal hacía más difícil la sedentarización pero los pueblos mesopotámicos conseguían acceder a ellas gracias al comercio. El desarrollo de este comercio trae como consecuencia un importante desarrollo de la sociedad mesopotámica, lo que da lugar a la necesidad de organización a través de estructuras que cada vez son más complejas.

## Calcolítico tardío
En el calcolítico tardío se dieron cuatro fases: Eridú (5300-4400 a. C.); El Obeid (4800-3700 a. C.), Uruk (3700-3100 a. C.) y Jemdet-Nasr (3200-2900 a. C.). 

### Eridú
En la primera fase se empiezan a construir los primeros templos y grandes edificios vinculados a las primeras instituciones, aún muy rudimentarios y se hace un pequeño avance en la alfarería. 

### El Obeid
En periodo de El Obeid se realiza una expansión en toda Mesopotamia y Oriente próximo. Se realizan avances técnicos que evolucionan el desarrollo de Mesopotamia (azada, regadío, etc). Los templos son centros de almacenamiento de productos, los cuales dirigen la vida económica y política de estas comunidades.

### Uruk
En la de Uruk se da un gran impulso a la tecnología, que origina un fuerte crecimiento demográfico, se introduce el arado que sustituye a la azada. Las aldeas se convierten en ciudades y empiezan haber edificios monumentales (templos sobre terrazas y pirámides escalonadas). Aparece la glíptica. Comienza el desarrollo de la escritura (3100 a. C.) que se utiliza, en un comienzo, para fines burocráticos y comerciales. 

### Jemdet-Nasr
En el periodo de Jemdet-Nasr sobresale una arquitectura religiosa (zigurats), se sofistica la glíptica, surgen esculturas de gran valor artístico y crean magníficos vasos para ofrendas. Este periodo además se considera el paso intermedio entre la protohistoria y las historia antigua. Aparece también en documentos escritos, el título de "en" que es un jefe temporal, que parece tener funciones políticas y a la vez tiene carácter religioso. Aparece un consejo de ancianos y una asamblea de guerreros. Surge el palacio (residencia del "en"). Se consolidan los excedentes de producción, que trae como consecuencia el surgimiento de gremios de artesanos.